# (4789) Sprattia
(4789) Sprattia (1987 UU2) – planetoida z pasa głównego asteroid okrążająca Słońce w ciągu 3,35 lat w średniej odległości 2,24 j.a. Odkryta 20 października 1987 roku.